# Gabriel Pareyón
Gabriel Pareyón (Zapopan, 23 de octubre de 1974) es un compositor polímata y musicólogo mexicano, que también ha publicado textos sobre temas de filosofía, semiótica y lingüística. En años recientes ha incursionado en la producción cinematográfica experimental y con guiones históricos en lengua nahuatl. Es especialista en historia de la música en México.
Tiene un Ph.D. en musicología por la Universidad de Helsinki, donde estudió con Eero Tarasti (2006-2011). Recibió el grado como maestro en composición en el Conservatorio Real, La Haya (2000-2004), donde estudió con Clarence Barlow.
 También estudió en el taller de composición de Mario Lavista en el Conservatorio Nacional de Música, Ciudad de México (1995-1998). Es miembro del Sistema Nacional de Investigadores (SNI-CONACYT).

## Compositor
Triunfador en la competencia de Composición del Congreso Mundial de Saxofón (Liubliana/Bangkok, 2006, primer lugar), el Concurso Internacional Jurgenson para compositores jóvenes (Conservatorio de Moscú, 2003, segundo lugar) y la Competencia Internacional de Composición Andrzej Panufnik (Cracovia, 2001, tercer lugar). Su producción incluye obras para objetos sonoros diversos, así como para instrumentos y ensambles clásicos, y música coral. De manera enfática y sistemática, experimenta con instrumentos originarios mesoamericanos (como huehuetl y teponaztli, y una gran variedad de instrumentos de viento), así como métricas y fonéticas provenientes del nahuatl y hñähñu.
Su música también combina aspectos más abarcadores de la lingüística y el habla, modelos matemáticos (series, patrones, algoritmos, etc.), y modelos que provienen de la vocalización de las aves y la comunicación no verbal. En este contexto, en 2015 fue reconocido con el premio Music Theatre Now! de la Organización Mundial para las Artes Performativas de la UNESCO (UNESCO's World Organization for the Performing Arts), por la innovadora recuperación del género cuicatl, originario del México antiguo, el cual es anterior al concepto europeo de ópera, originado en los últimos años del siglo XVI. Así, y en el contexto de las presentaciones de Xochicuicatl cuecuechtli, el ensayista y crítico musical Vladimiro Rivas sintetiza su recepción del siguiente modo:

El fenómeno Xochicuicatl cuecuechtli no es solamente el resultado de una investigación musicológica, ni solamente una obra de reconstrucción de arqueología musical, sino, desde la partitura hasta la puesta en escena, una invención, una creación, una de las más originales creaciones de la historia de la música mexicana en general y de la ópera, en particular.
Vladimiro Rivas Iturralde, Noches de ópera, 2021, pág. 77. Universidad Autónoma Metropolitana

Una selección sus composiciones instrumentales juveniles fue publicada en México por Cero Records/Conaculta, en el disco Cantares de autorreferencia (2012), «Mejor disco del año» según la revista La Tempestad (vol. 14, no. 88, pág. 98), y ratificado en 2019, en el número 151 de esa misma publicación, como «disco indispensable». Fue becario del programa Jóvenes Creadores del Fondo Nacional para la Cultura y las Artes (México, 2001-2002 y 2005-2006), y del Sistema Nacional de Creadores de Arte (2012-2014 y 2019-2021).
En 2021 la versión cinematográfica de sus Ocho cantos en náhuatl (Chicueyicuicatl), para cuarteto de percusiones mexicanas y cantante solista, obtuvo el primer premio a la mejor cinta musical internacional en el Parai Musical International Awards Festival, que se celebra anualmente en Chennai, India.

## Musicólogo
Como musicólogo, las publicaciones de Pareyón han contribuido al reconocimiento de aspectos de la música nueva de México en su propio país y en el extranjero, como en la explicación y extensión de la obra de Julio Estrada (ver McHard 2006, 2008:264). En consecuencia, su trabajo está citado, desde el año 2000, en recopilaciones internacionales sobre la música de México (ver Olsen & Sheehy 2000:108; Nattiez et al. 2006:125, 137, 1235) y en literatura especializada (ver Brenner 2000:177; Madrid & Moore 2013:94, 126). Al mismo tiempo, el trabajo de Pareyón es clave en la recuperación histórica de la música de tres compositores mexicanos del siglo XIX y primera mitad del siglo XX: Clemente Aguirre, Benigno de la Torre y José F. Vásquez.
En el campo de la musicología sistemática, Pareyón pronostica el rol de la analogía como uno de los temas más importantes para la musicología en el futuro y para la ciencia cognitiva (On Musical Self-Similarity, 2011), previendo conclusiones de Hofstadter & Sander en Surfaces and Essences  (2013). De hecho, sus mayores contribuciones se centran en la hipótesis de la armonía cuántica como analogía proyectada en los estratos biológicos del lenguaje, la música y el baile; tema desarrollado en su artículo fundacional de la primera edición de la revista MusMat (Brazilian Journal of Music and Mathematics). Según dicho enfoque, los procesos y relaciones de la materia y la energía, en una escala muy pequeña y al menos en sus aspectos más generales, serían proporcionales respecto de manifestaciones complejas de la cultura. Con este tema participó en la realización el Primer Congreso de la Asociación Mexicana del Carbono, en el contexto de la fundación de la Asociación Mexicana del Carbono (AmexCarb - IPCYT, San Luis Potosí, 2015), así como en el Primer Congreso Internacional de Música y Matemáticas coorganizado por la Universidad de Guadalajara y la UNAM, en 2014. En emisiones sucesivas, Pareyón ha sido miembro del comité científico de dicho Congreso, celebrado cada dos años en la Universidad Federal de Río de Janeiro.

## Fundación de publicaciones periódicas
En el mundo iberoamericano Pareyón es autor cofundador de las dos primeras publicaciones periódicas especializadas en teoría de la música: MusMat • Brazilian Journal of Music and Mathematics (ISSN 2526-3757), de la Universidad Federal de Río de Janeiro, y Súmula: Revista de teoría y análisis musical (ISSN 2952-5993) de la SATMUS (Sociedad de Análisis y Teoría Musical, España).

## Aportaciones a la semiótica
En 2024 la Universidad Autónoma de Aguascalientes publicó el libro La orquídea y el jicote: ensayo sobre la intersemiosis sinecdóquica o el sentido, sensación y traducibilidad entre ciencia, arte y ecología, que es un compendio de divulgación sobre estas aportaciones, expuestas en estilo de ensayo literario.
Si bien las publicaciones teóricas de Gabriel Pareyón son densas y numerosas, son principalmente dos los conceptos suyos que han tenido mayor eco a partir de la segunda década del siglo XXI: el continuo intersemiótico (intersemiotic continuum), y la sinécdoque intersemiótica (intersemiotic synechdoche).
El continuo intersemiótico, producto de una fusión de las conclusiones de la tesis doctoral de Julio Estrada sobre la teoría del continuo, y las teorías semióticas de Peirce y Lotman, se refiere tanto a la cognición como a la producción de sistemas de signos sin ninguna fisura epistémica entre sensación, intuición y experiencia, como construcción analógica de la realidad (es decir, basada en sistemas de proporcionalidades y reciprocidad de signos y representaciones). En resumen, esta noción de continuo intersemiótico acusa la conectividad entre percipiente y percibido como fuente de la sensación del yo y de la consciencia, la intersubjetividad y la construcción de la cultura. Desde que Pareyón publicó su libro On Musical Self-Similarity (2011), el concepto de continuo intersemiótico ha tenido una adaptación exitosa en los campos de las ciencias de la información y la comunicación (L. Isaeva, N. Komina; S. Krestinski, 2012), análisis de la literatura (NM Dusi, 2014; F. Saggini, 2015), la semiótica fractal (Iu. Shamayeva, 2016) y los estudios mesoamericanos (las series metonímicas de Danièle Dehouve, 2019).
Por su parte, la sinécdoque intersemiótica se refiere a la característica cognitiva y epistémica para desarrollar sensación, intuición, experiencia y conocimiento, sin importar que un todo semiótico sea implícito en este proceso, sino que opera por analogía (más correctamente, por sinécdoque); o sea, que apenas una parte de un sistema de signos pueda ser reinterpretado como una nueva totalidad implicante, es válida en cualquier otra modalidad de signos que no sea su fuente original. Esta noción, que tiene un paralelo en el diseño de inteligencia artificial a partir de los llamados algoritmos de vecindad, es de gran utilidad para la teoría de la retórica intermedial y de los paratextos. En efecto, es en este sentido que J.J. Woodside Woods adapta esta noción, nombrándola sinécdoque intermedial (2019).
Otra aportación semiótica de Pareyón, más que un concepto, es un campo teórico postulado a partir de algunas reflexiones sobre el trabajo de Thomas Sebeok, y se conoce como semiótica polar (polar semiotics).
Ésta consiste en reconocer la conectividad entre las partes más remotamente alejadas entre sí en un continuo intersemiótico, o lo que es igual, en la identificación de las partes más «pequeñas» o partes «mínimas» del complemento de una sinécdoque intersemiótica. En el ámbito de la filosofía de la lógica, este enfoque teórico ayuda a comprender y validar el lema de Matthai, que enuncia que todos los pensamientos son verdaderos (un concepto que aparece en el texto Sobre la naturaleza, de Heráclito, edición de G. T. W. Patrick, de 1889, con una línea inicial del poeta Tennyson: «All thougths, all creeds, all dreams are true»).

## Carrera magisterial
Historiador de la música jalisciense, es considerado por la academia universitaria como «el iniciador de la historiografía moderna de la música en el Occidente de México» (Camacho Becerra, 2006: 56). Desde 1995 es investigador titular del CENIDIM-INBA, donde creó el Seminario de Ciencias y Música en cooperación con la UNAM. Desde 2011 es tutor del Posgrado en Música de la UNAM, donde ha graduado numerosos estudiantes de maestría y de doctorado en distintas especialidades. A partir de 2015 es asimismo docente en el Departamento de Historia del CUCSH de la Universidad de Guadalajara, y profesor huésped del Seminario de Arte y Ciencia LinX-Ladhyx, de la École polytechnique, Universidad Paris-Saclay.

## Libros publicados en castellano
- La orquídea y el jicote: ensayo sobre la intersemiosis sinecdóquica o el sentido, sensación y traducibilidad entre ciencia, arte y ecología. Universidad Autónoma de Aguascalientes, Aguascalientes, 2024, 120 pp. ISBN: 978-607-8972-54-8. Disponible:

- Clemente Aguirre (1828-1900): compositor, maestro, director musical y compilador de música tradicional. Estudio biográfico e histórico, y edición de partituras para piano, piano y canto, y banda sinfónica, CENIDIM-INBA, Ciudad de México, 2023; en 4 tomos. ISBN: 978-607-605-737-7. Disponible:

- Reflejos de la música en la Ciudad de México al mediar el siglo XX: revista Carnet Musical (primera época, 1945-1966) en (Índices de la revista Carnet Musical, 1945-1966), CENIDIM-INBA, Ciudad de México, 2023. ISBN: 978-607-605-720-9. Disponible:

- Resonancias del abismo como nación: aproximaciones transdisciplinarias a la filosofía de la música y la musicología en México, Facultad de Música de la Universidad Nacional Autónoma de México, Ciudad de México, 2018/2021; 452 pp. ISBN 978-607-30-4348-9. Disponible:

- Investigación musical desde Jalisco: crítica, paralaje y memoria… ¿local, regional, universal? (G. Pareyón, autor y editor), Secretaría de Cultura, Gobierno de Jalisco, Guadalajara, 2020; 226 pp. ISBN 978-607-734-154-3. Disponible:

- Benigno de la Torre (1856-1912). El maestro de la Academia de Guadalajara y los orígenes del modernismo musical en el Occidente de México, CENIDIM-INBA, Ciudad de México, 2019. ISBN 978-607-605-635-6. Disponible:

- Diccionario enciclopédico de música en México, Universidad Panamericana campus Guadalajara, 2007; 1134 pp.; 2 tt. ISBN 968-5557-79-9. Tomo I:  Tomo II:

- Diccionario de Música en Jalisco, Secretaría de Cultura, Gobierno de Jalisco, Guadalajara, 2000; 420 pp. ISBN 970-624-237-6.

- José F. Vásquez (1896-1961): Una voz que a los oídos llega..., Secretaría de Cultura, Gobierno de Jalisco, Guadalajara, 1996; 218 pp. ISBN 970-624-096-9. Disponible:

## Libros publicados en inglés
- The Musical-Mathematical Mind: Patterns and Transformations (G. Pareyón, author & editor), Springer, Berlín, 2017; 289 pp. ISBN 978-3-319-47336-9.

- On Musical Self-Similarity, Acta Semiotica Fennica 39, Approaches to Musical Semiotics Series, Imatra, & University of Helsinki Press (Yliopistopaino), Helsinki, 2011; 568 pp. ISBN 978-952-5431-32-2.

- Aspects of Order in Language and in Music, Royal Conservatoire, The Hague, 2004.